# Петровский (Данковский район)
Петровский — посёлок Спешнево-Ивановского сельсовета Данковского района Липецкой области.

## География
Петровский находится на правом берегу реки Вязовня. На противоположном берегу расположено село Ярославы. Через деревню проходит просёлочная дорога.

## Население
| 2010 |
| ---- |
| 12   |